# Tầng 2 (kỷ Cambri)
| Hệ/ Kỷ                                                                                   | Thống/ Thế                       | Bậc/ Kỳ                          | Tuổi (Ma) | Tuổi (Ma) |
| ---------------------------------------------------------------------------------------- | -------------------------------- | -------------------------------- | --------- | --------- |
| Ordovic                                                                                  | Dưới/Sớm                         | Tremadoc                         | trẻ hơn   | trẻ hơn   |
| Cambri                                                                                   | Phù Dung                         | Tầng 10                          | 485.4     | ~489.5    |
| Cambri                                                                                   | Phù Dung                         | Giang Sơn                        | ~489.5    | ~494      |
| Cambri                                                                                   | Phù Dung                         | Bài Bích                         | ~494      | ~497      |
| Cambri                                                                                   | Miêu Lĩnh                        | Cổ Trượng                        | ~497      | ~500.5    |
| Cambri                                                                                   | Miêu Lĩnh                        | Drum                             | ~500.5    | ~504.5    |
| Cambri                                                                                   | Miêu Lĩnh                        | Ô Lựu                            | ~504.5    | ~509      |
| Cambri                                                                                   | Thống 2                          | Tầng 4                           | ~509      | ~514      |
| Cambri                                                                                   | Thống 2                          | Tầng 3                           | ~514      | ~521      |
| Cambri                                                                                   | Terreneuve                       | Tầng 2                           | ~521      | ~529      |
| Cambri                                                                                   | Terreneuve                       | Fortune                          | ~529      | 541.0     |
| Ediacara                                                                                 | không xác định tầng động vật nào | không xác định tầng động vật nào | già hơn   | già hơn   |
| Phân chia kỷ Cambri theo ICS năm 2018. Các giai đoạn in nghiêng không có tên chính thức. |                                  |                                  |           |           |

Tầng 2 của kỷ Cambri là tên không chính thức của tầng dưới thống Terreneuve. Nó nằm trên tầng Fortune và dưới tầng 3 của kỷ  Cambri. Nó thường được gọi là tầng Tommote, dựa theo địa tầng kỷ Cambri của Siberia. Cả hai ranh giới trên và dưới đều không được xác định rõ ràng bởi Ủy ban Quốc tế về địa tầng. Ranh giới phía dưới được đề xuất là điiểm xuất hiện đầu tiên của các lớp hóa thạch vỏ sò nhỏ, một loài archaeocyathid  hoặc chi động vật thân mềm Watsonella crosbyi có niên đại khoảng ~529 triệu năm trước. Ranh giới trên được đề xuất có thể là sự xuất hiện đầu tiên của bọ ba thùy khoảng ~ 521 triệu năm trước.
Ứng cử viên cho  GSSP bao gồm điểm xuất hiện đầu tiên của loài Watsonella crosbyi trong thành hệ Zhujiaqing ở Vân Nam, Trung Quốc hay thành hệ Pestrotsvet gần sông Aldan trên  Siberia. 